# 9K79 Totschka
Die 9K79 Totschka (russisch Точка, Totschka, übersetzt ‚Punkt‘) ist eine taktische ballistische Boden-Boden-Rakete aus sowjetischer Produktion. Im INF-Vertrag ist sie als OTR-21 aufgeführt, der NATO-Codename lautet SS-21 Scarab.

## Entwicklung
Die 9K79 wurde als Nachfolgemodell der 9K52 Luna-M (NATO-Codename: Frog-7) konzipiert. Im Jahr 1968 wurde im Konstruktionsbüro KBM in Kolomna mit der Systementwicklung begonnen. Die 9K79 wurde 1976 in der Sowjetarmee eingeführt. Die verbesserte Ausführung 9K79-1 wurde in den Jahren 1984–1988 entwickelt. In den 1990er-Jahren wurde beim Konstruktionsbüro KBM an der Ausführung 9K79M gearbeitet. Mit den nochmals verbesserten 9M79M-Raketen sollen Schussdistanzen von bis zu 180 km erreicht worden sein. Ob die Ausführung 9K79M fertig entwickelt wurde, ist nicht bekannt. Bis zum Zerfall der Sowjetunion wurden über 1200 Lenkwaffen hergestellt.

## Versionen
- 9K79 Totschka: 1. Serienversion, eingeführt 1976.
  - mit Rakete 9M79 mit einer Reichweite von 70 km.
- 9K79-1 Totschka-U: 2. Serienversion, eingeführt 1988.
  - mit Rakete 9M79-1 mit einer Reichweite von 120 km.
- 9K79P Totschka-R: mit passiver Radarlenkung zur Bekämpfung von Radaranlagen.[6]
  - mit Rakete 9M79R mit einer Reichweite von 70–120 km.
  - mit Rakete 9M79FR.
  - mit Rakete 9M79-1FR.

## Technik

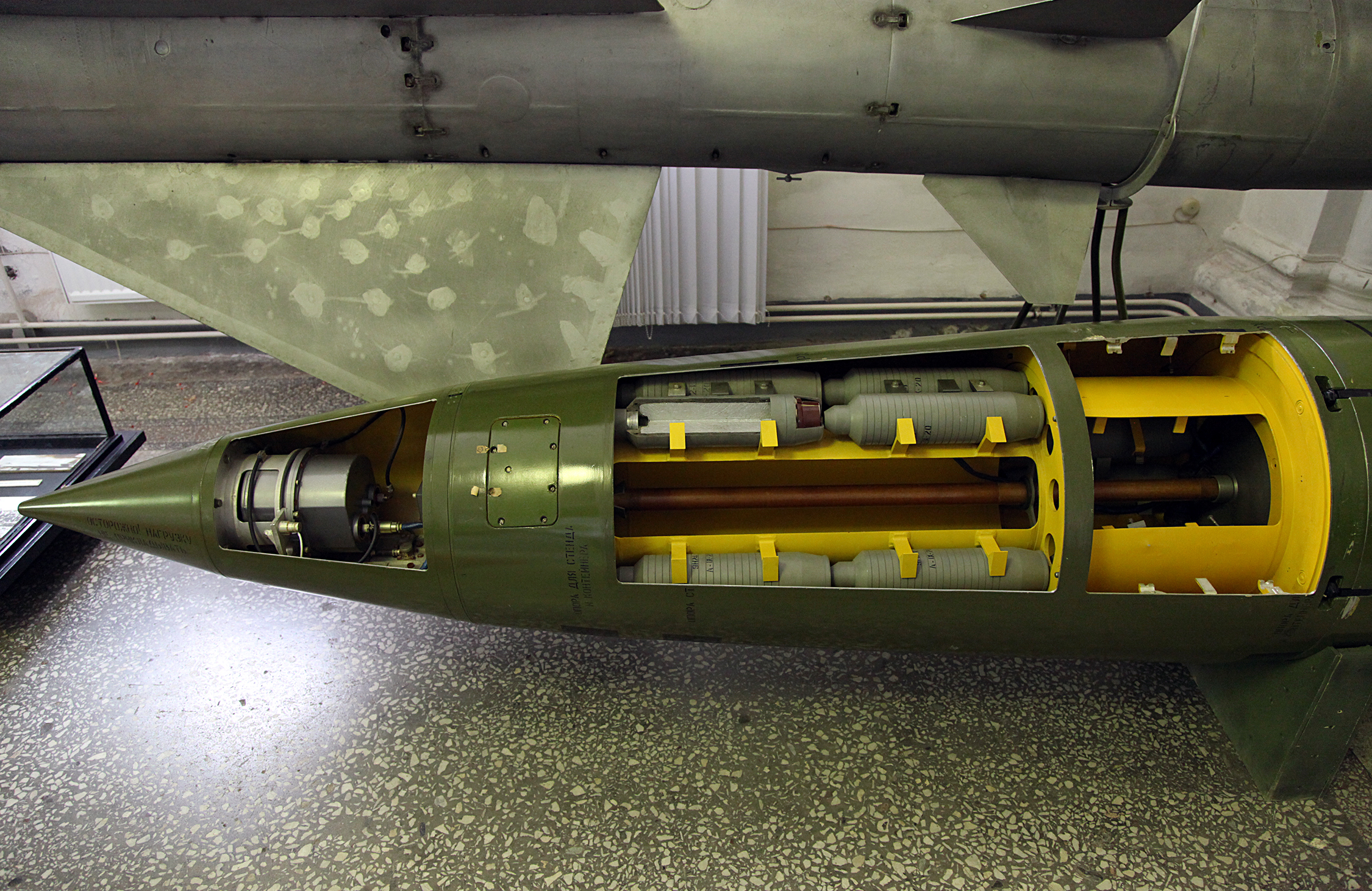
9N123K-Gefechtskopf mit Submunition

Die 9K79 ist eine taktische Kurzstreckenrakete. Das System ist auf dem geländegängigen Lkw BAS-5921 platziert, einer modifizierten Version des BAS-5937. Der GRAU-Index lautet 9P129, im INF-Vertrag wird sie als OTR-21 bezeichnet. Das System ist hochmobil und schnell verlegbar. Die Herstellung der Gefechtsbereitschaft aus voller Fahrt dauert fünf Minuten. Jedes Fahrzeug ist mit einer 9M79-Rakete bestückt.
Die 9M79-Rakete wird von einem einstufigen, kartuschierten Feststoffraketentriebwerk angetrieben, dessen Brenndauer – je nach Ausführung – zwischen 18,4 und 28 Sekunden liegt. Das Raketentriebwerk beschleunigt die Rakete auf eine Geschwindigkeit von 1.036 m/s (rund Mach 3,1). Die Steuerung erfolgt mittels einer Trägheitsnavigationsplattform, die während des gesamten Flugs aktiv ist. Die Kurskorrekturen erfolgen durch vier Strahlruder sowie vier trapezförmige Gitterflossen am Raketenheck. Die Reichweite wird durch Anpassen der Flugbahn geregelt. Daher kann die Flugbahn der Raketen neben der üblichen Wurfparabel auch eine semi-ballistische Kurve sein. Die maximale Schussdistanz von 120 km wird in 136 Sekunden zurückgelegt. Dabei beträgt das Apogäum 26 km. Die minimale Einsatzdistanz liegt je nach Version bei 15 bis 20 km. Die maximale Einsatzdistanz liegt je nach Version bei 70 bis 120 km. Die Raketen erzielen einen Streukreisradius von 50 bis 300 m (je nach Version und Schussdistanz).
Die Raketen können mit unterschiedlichen Gefechtsköpfen bestückt werden:
- 9N39: mit AA-60-Nuklearsprengkopf mit einer variablen Sprengleistung von 10–100 kT.[8]
- 9N64: mit AA-86-Nuklearsprengkopf mit einer variablen Sprengleistung von 5–50 kT.[5]
- 9N64: mit AA-92-Nuklearsprengkopf mit einer variablen Sprengleistung von 100–200 kT.[5]
- 9N123F: 482 kg schwerer Splittergefechtskopf. Splitterwirkungskreis 80–100 m.[8]
- 9N123F-1: verbesserter 9N123F-Splittergefechtskopf. Splitterwirkungskreis 100–150 m.
- 9N123FP: Splittergefechtskopf für die Raketen 9M79R. Splitterwirkungskreis 80 m.
- 9N123K: Gefechtskopf für 50 9N24-Splitter-Bomblets (Submunition).
- 9N123G: Gefechtskopf für 65 Bomblets mit dem chemischen Kampfstoff VX.[9]
- 9N123G2-1: Gefechtskopf für 65 Bomblets mit dem chemischen Kampfstoff GD.[9]

Beim Zielanflug wird die Rakete in einer Höhe von rund 450 m auf einen Winkel von 80° zur Erdoberfläche eingeschwenkt. Der 9N123F-Splittergefechtskopf ist in einem Winkel von 10° zur Längsachse der Rakete eingebaut. Dadurch befindet sich der Gefechtskopf im Moment der Detonation in einer senkrechten Lage über dem Ziel und entfaltet eine optimale Flächenwirkung. Der Splittergefechtskopf wird durch den 9E118-Laser-Näherungszünder in einer Höhe von 15–21 m zur Detonation gebracht und hat je nach Ausführung einen Splitterwirkungskreis von 80–150 m. Der 9N123F-Splittergefechtskopf wiegt 482 kg, hat einen Sprengstoffanteil von 162,5 kg und erzeugt 14.500 Splitter.
Der 9N123K-Bomblet-Gefechtskopf öffnet sich in einer Höhe von 2.250 m und verteilt die Bomblets in einem kreisförmigen Gebiet von 20.000–30.000 m². Das 9N24-Splitter-Bomblet wiegt 7,45 kg und erzeugt 316 Splitter.

## Einsatz
Die 9K79 Totschka löste bei der Sowjetarmee ab Anfang der 1980er-Jahre die 9K52-Luna-M-Systeme ab. Die 9K79 wurde in großem Umfang exportiert. Neben der Sowjetarmee wurde sie von elf Staaten beschafft. In der Folge kamen die Raketen bei verschiedenen kriegerischen Auseinandersetzungen zum Einsatz.

### Sowjetische Intervention in Afghanistan
Während der sowjetischen Intervention in Afghanistan startete die Sowjetarmee neben R-17-Raketen eine unbekannte Anzahl 9M79-Raketen gegen Ziele der Rebellengruppen.

### Tschetschenienkriege
Während der Tschetschenienkriege starteten die Streitkräfte Russlands eine unbekannte Anzahl 9M79-Raketen gegen Ziele in Tschetschenien, Inguschetien und Dagestan.

### Bürgerkrieg in Jemen 1994
Während des Bürgerkriegs in Jemen startete die Jemenitische Arabische Republik eine unbekannte Anzahl 9M79-Raketen gegen Ziele in Südjemen.

### Kaukasuskrieg 2008
Im Kaukasuskrieg 2008 starteten die Streitkräfte Russlands zusammen mit 9M723-Raketen eine unbekannte Anzahl 9M79-Raketen gegen Ziele in Georgien.

### Bürgerkrieg in Syrien
Im Bürgerkrieg in Syrien seit 2011 wird die 9K79 von der syrischen Armee eingesetzt. Am 21. Februar 2020 wurden zwei OTR-21 von der syrischen Armee gegen die von der Türkei unterstützten HTS-Rebellen eingesetzt und Raketenwerfer und Haubitzen getroffen, die zuvor die syrische Armee beschossen hatten.

### Bürgerkrieg in Jemen seit 2013
Die 9K79 kommt im Bürgerkrieg in Jemen und im Rahmen der Militärintervention im Jemen seit 2015 zum Einsatz. Einer der folgenschwersten Angriffe erfolgte im September 2015, als bei einem von Huthi-Insurgenten ausgeführten Totschka-Angriff auf eine Basis der saudisch geführten Anti-Huthi-Koalition nahe Ma'rib vermutlich mehr als 60 Menschen umkamen, darunter mindestens 45 Soldaten aus den Vereinigten Arabischen Emiraten.

### Russisch-Ukrainischer Krieg
Im Russisch-Ukrainischen Krieg ab 2014 setzten sowohl die ukrainischen Streitkräfte als auch die von Russland unterstützten Truppen der Volksrepublik Donezk 9M79-Raketen ein.
Nach von unabhängiger Seite nicht bestätigten Berichten starteten beim Russischen Überfall auf die Ukraine 2022 die ukrainischen Streitkräfte in den ersten Tagen eine unbekannte Anzahl 9M79-Raketen; u. a. gegen den grenznahen Luftwaffenstützpunkt Millerowo in der russischen Oblast Rostow. Am 24. März 2022 beschossen die ukrainischen Streitkräfte den Hafen von Berdjansk mit 9M79-Raketen und zerstörten dabei das russische Landungsschiff Saratow des Projekts 1171. Die Umgebung des Spitals von Wuhledar wurde am 24. Februar 2022 von einer russischen 9M79-Rakete getroffen. Amnesty International beschrieb die Umstände und den Einsatz von Clustermunition als mögliches Kriegsverbrechen. Beim Angriff auf den Bahnhof von Kramatorsk am 8. April 2022 kamen zwei 9M79-Raketen zum Einsatz; bei dem Angriff wurden mindestens 52 Zivilisten getötet und mindestens 87 weitere verletzt. Später machte Russland die Ukraine fälschlicherweise für den Angriff verantwortlich; die Rakete war mit weißer Schrift auf den russischen Text „Za detei“ (im Namen der Kinder) gepinselt.  Am 13. Januar 2023 behauptete die Ukraine, im Gebiet Soledar mithilfe verschiedener Spezialkräfte, Artillerie und einer Toschka-Rakete über 100 russische Soldaten getötet zu haben. Am 12. Mai 2024 beschädigte nach Berichten der russischen Regierung und der staatlichen Medien ein ukrainischer Raketenangriff mit Toschka-Raketen angeblich ein zehnstöckiges Wohngebäude in Belgorod; 15 Menschen sollen dabei ums Leben gekommen sein.

### Krieg um Bergkarabach 2020
Während des Krieges um Bergkarabach 2020 beschossen die Streitkräfte Armeniens die Stadt Gəncə in Aserbaidschan mit einer unbekannten Anzahl 9K79-Totschka-Raketen.

## Nutzerstaaten

### Aktuelle Nutzer
- Armenien – Stand Januar 2020 befinden sich 4 9P129-Startfahrzeuge im Dienst.[31]:183
- Aserbaidschan – Stand Januar 2020 befinden sich 4 9P129-Startfahrzeuge im Dienst.[31]:185
- Belarus – Stand Januar 2020 befinden sich 36 9P129-Startfahrzeuge im Dienst.[31]:188
- Bulgarien – Stand Januar 2020 befindet sich eine unbekannte Anzahl von 9P129-Startfahrzeugen im Dienst.[31]:92
- Jemen – Stand Januar 2020 befindet sich eine unbekannte Anzahl von 9P129-Startfahrzeugen im Dienst.[31]:384
- Kasachstan – Stand Januar 2020 befinden sich 12 9P129-Startfahrzeuge im Dienst.[31]:191
- Nordkorea – Stand Januar 2020 befindet sich eine unbekannte Anzahl von 9P129-Startfahrzeugen im Dienst. Lokale Bezeichnung KN-02 Toksa.[31]:285

- Russland – Bei den Streitkräften Russlands war die 9K79 Totschka bis Ende 2019 im Einsatz. Sie wurde durch die 9K723 Iskander (NATO-Codename: SS-26 Stone) ersetzt.[31]:196 Im Zuge des Russischen Überfalls auf die Ukraine 2022 wurde die 9K79 Totschka wieder reaktiviert und bei den Kriegshandlungen eingesetzt.[32][33][34][35] Russland bestreitet den Einsatz der Totschka bei diesem Konflikt.[36]
- Syrien – Stand Januar 2020 befindet sich eine unbekannte Anzahl von 9P129-Startfahrzeugen im Dienst.[31]:377
- Ukraine – Stand Januar 2020 befanden sich 90 9P129-Startfahrzeuge im Dienst.[31]:212

### Ehemalige Nutzer
- Deutsche Demokratische Republik – 8 Startfahrzeuge und 70 Raketen[37]
- Polen – 4 Startfahrzeuge und 40 Raketen[37]
- Sowjetunion – rund 300 Startfahrzeuge[37]
- Tschechoslowakei – 8 Startfahrzeuge und 70 Raketen[37]
- Ungarn – 4 Startfahrzeuge und 40 Raketen[37]
- Usbekistan – unbekannte Anzahl[37]